# Набруска
Набру́ска — село в Україні, у Маневицькій селищній громаді Камінь-Каширського району Волинської області. Населення становить 229 осіб.

## Історія
Назву села дослідник В. Шульжач пов'язує з річкою Бруска, на якій розташоване село.
В часи Російської імперії належало до Боровенської волості Ковельського повіту Волинської губернії.
В кінці 19 століття у селі було 40 дворів, 608 жителів і церква. Крім хліборобства селяни займалися сплавом дерева, рибальством і полюванням. Ще в 17 столітті в річці Черевасі були боброві жерева.
12 червня 2020 року, відповідно до розпорядження Кабінету Міністрів України № 708-р «Про визначення адміністративних центрів та затвердження територій територіальних громад Волинської області», село увійшло у склад Маневицької селищної громади.
19 липня 2020 року, в результаті адміністративно-територіальної реформи та ліквідації  Маневицького району, село увійшло до складу новоутвореного Камінь-Каширського району.

## Населення
Згідно з переписом УРСР 1989 року чисельність наявного населення села становила 233 особи, з яких 119 чоловіків та 114 жінок.
За переписом населення України 2001 року в селі мешкала 231 особа. 100 % населення вказало своєю рідною мовою українську мову.
1 січня 2009 року в селі мешкало 178 осіб. У селі побутує західнополіський говір.

## Соціальна сфера
У селі є загальноосвітня школа І ступеня, а також громада християн віри євангельської.